# Skyttens
Skyttens är en bebyggelse i Hanhals socken i  Kungsbacka kommun, Hallands län. Mellan 2015 och 2020 avgränsade SCB här en småort. Vid avgränsningen 2020 klassades bebyggelsen som en del av tätorten Västra Hanhals